# Johann Bauhin
Johann nebo Johannes Bauhin, latinsky také Bauhinus (12. prosince 1541 Basilej – 26. října 1613 Montbéliard) byl švýcarský lékař a botanik.

## Život a práce
Starší syn lékaře Jeana Bauhina studoval od roku 1555 filozofii a od roku 1558 lékařství a botaniku na univerzitě v Basileji. Roku 1560 přestoupil na univerzitu v Tübingenu , kde mimo jiné studoval i u Leonharta Fuchse. Roku 1561 podnikl studijní cestu do Zürichu k Conradu Genserovi. Od roku 1561 byl zapsán na univerzitě v Montpellieru, kde studoval u Rondeleta anatomii a botaniku. Roku 1562 získal lékařský titul.
Od roku 1563 provozoval lékařskou praxi Lyonu. Byl zde v kontaktu s botanikem Daléchampsem. Jako hugenot měl ve Francii potíže, a tak se stal roku 1568 lékařem v Ženevě a roku 1570 se vrátil do Basileje nejprve jako profesor rétoriky, a od roku 1571 také jako profesor medicíny.
Roku 1572 se stal lékařem na württemberském dvoře a osobním lékařem Friedricha I. v Montbéliardu. Zde také založil botanickou zahradu.
I když jeho přínos v oblasti botaniky nebyl tak významný jako u jeho bratra, proslavil se encyklopedií Historiæ plantarum.
Charles Plumier po něm a jeho bratrovi Caspru Bauhinovi pojmenoval rod Bauhinia.

## Dílo
- 1619: Historiæ plantarum generalis novæ et absolutæ Prodomus mais son œuvre principal est l'Historia plantarum universalis

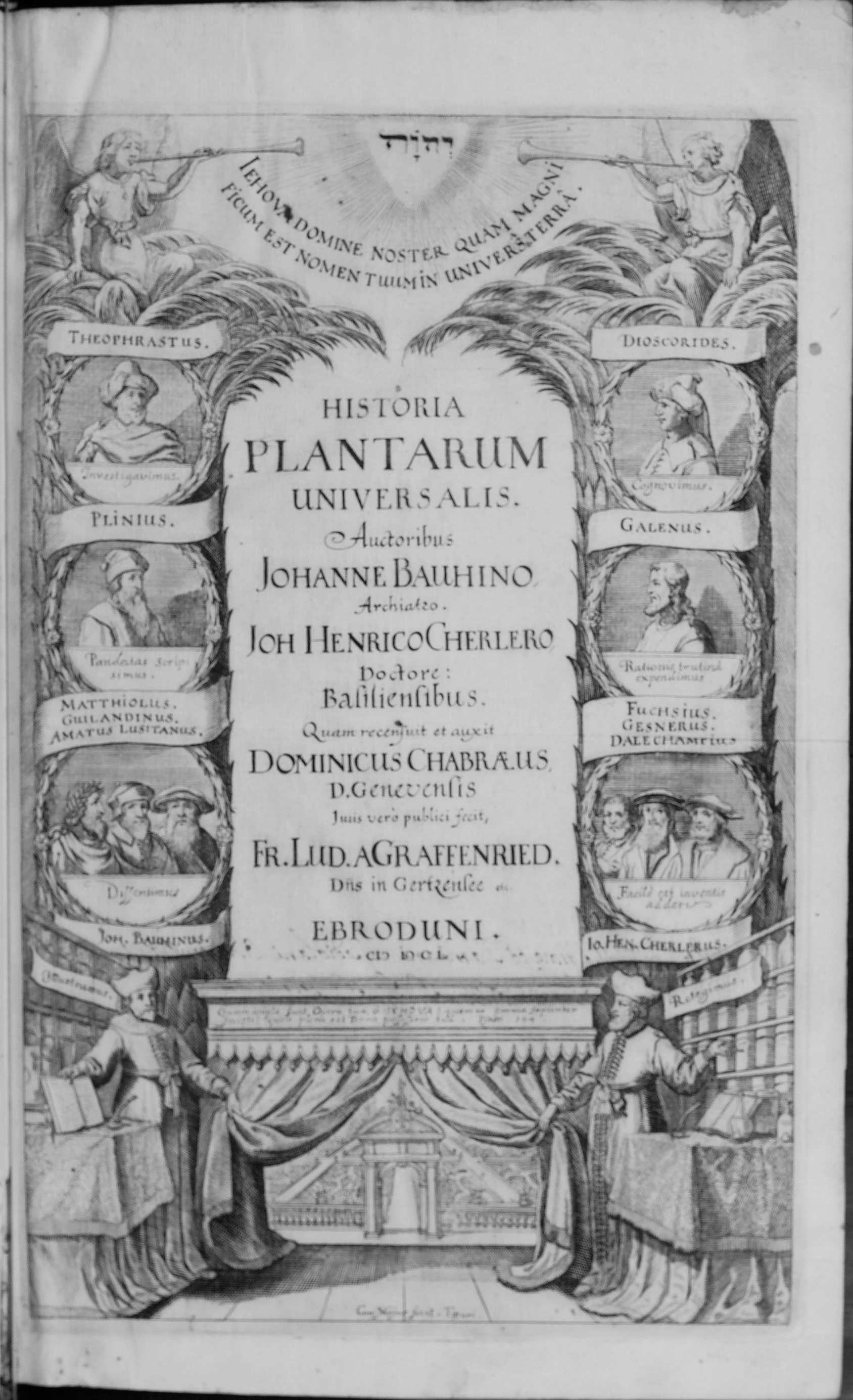
Historia plantarum universalis, 1650